# Nordine Taouil
Nordine Taouil (Antwerpen, 1974) is imam in de Antwerpse Muslimin-moskee en deeltijds ook in de Grote Moskee van Brussel. Voorheen was hij imam in Merksem. Hij werd verkozen tot lid van de Belgische moslimraad, de Algemene Raad van de Executieve van de Moslims van België, maar zetelt niet in de Moslimexecutieve, de erkende vertegenwoordiging van de moslims die uit leden van die raad bestaat.. Zijn kandidatuur voor de Moslimexecutieve werd geweigerd na een negatief advies van de Dienst voor de Veiligheid van de Staat.
In 2006 deed het gerucht de ronde dat hij voor de gemeenteraadsverkiezingen van later dat jaar op een sp.a-lijst in Antwerpen zou gaan staan.. De gesprekken werden om onduidelijke redenen stopgezet.
In het verleden beweerde hij namens alle Belgische moslims te spreken, maar onder meer Selahattin Koçak verzette zich daartegen. In 2009 verklaarde Alain Winants, toenmalig administrateur-generaal van de Belgische Staatsveiligheid, dat Taouil een moslimextremist is van salafistisch-wahabitische strekking. Als gevolg van de uitlatingen verloor zijn vrouw Hanan Taouil enkele dagen later haar erkenning als onthaalmoeder van Kind en Gezin.

## Standpunten
Taouil is tegenstander van abortus en homohuwelijk, en onderschrijft creationistische denkbeelden.
In juni 2009 riep Taouil islamitische ouders op hun kinderen thuis te houden van twee scholen met een hoofddoekverbod.
In 2014 kwam een opname van een lezing uit 2004 naar boven, waarin Taouil stelt dat ongelovigen "leven zoals dieren", dat vrouwen niet zonder geldige reden hun huis mogen verlaten en dat hij hoopt dat over 50 jaar heel Europa islamitisch is. In een reactie gaf Taouil toe dat zijn uitspraken 'behoorlijk radicaal' waren, maar dat hij niet kan afgerekend worden op iets wat hij in 2004 heeft gezegd.
In 2019 verklaarde hij dat de Moslimexecutieve een corrupt orgaan is.
Eind 2023 riep hij naar aanleiding van de oorlog tussen Hamas en Israël op om het conflict niet te importeren naar België.

## Varia
- In het dagelijks leven werkt Taouil bij de Vlaamse Vervoermaatschappij "De Lijn". Daar is hij Metro toezichter in de Antwerpse premetro.